# 체신학교
체신학교(遞信學校)는 체신사업에 필요한 초급대학정도의 학술이론과 그 응용방법을 교수·연구하기 위하여 설립된 대한민국 체신부 소속 하에 설치되었던 2년제 국립전문대학이다. 1947년 설립 당시에는 1년제 과정이었으나 1957년 7월 2년제 일반초급대학에 준하는 교육기관으로 인정되었다. 5·16 군사반란 이후 1961년 국가재건최고회의의 문교부 소관 외 각종 학교 정비 방침에 따라 폐교되었다. 현재의 서울특별시 용산구에 위치하고 있었다.

## 설립 근거
- 체신제학교설치령[4]

## 연혁
- 1908년 4월      체신업무전습양성소 설치
- 1918년 4월      체신이원양성소 설치 (경기도 경성부)[5]
- 1937년 3월      체신이원양성소 이전 (경기도 경성부)[6]
- 1946년 1월 1일 체신학교로 개편
- 1957년 7월 10일 체신대학과 체신고등학교로 분리
- 1961년 10월      체신대학과 체신고등학교 폐교

## 조직

### 체신학교장

#### 교감
- 통신행정과
- 통신공학과

## 같이 보기
- 프랑스체신행정대학원
- 베이징체신대학
- 평양체신대학
- 희천체신대학
- 도시마체신학교
- 체신고등학교